# الموجات فوق الصوتية النبضية عبر الجمجمة
تستخدم الموجات فوق الصوتية النبضية عبر الجمجمة (تي بّي يو) موجات فوق صوتية منخفضة الشدة والتواتر (إل آي إل ف يو) لتنبيه الدماغ. في عام 2002، اقترح الطبيب ألكساندر بيستريتسكي فكرة أن هذه المنهجية تنطوي على فوائد علاجية لأول مرة. ابتداءً من عام 2008، بدأ الطبيب ويليام تايلر وفريقه البحثي من جامعة ولاية أريزونا بدراسة هذا التعديل العصبي البديل وتطويره لتجنب الآثار الضارة للجراحة الغازية ومخاطرها. اكتشفوا أن هذه الموجات فوق الصوتية منخفضة الطاقة قادرة على تحفيز نشاط عالٍ في الخلايا العصبية يسمح بالتلاعب بموجات الدماغ من خلال مصدر خارجي. على عكس التحفيز العميق للدماغ أو تنبيه العصب المبهم، الذين يستخدمان الزرعات والنبضات الكهربائية، تعتبر الأمواج فوق الصوتية النبضية عبر الجمجمة إجراءً غير غازٍ ومركّز لا يتطلب زرع أقطاب كهربائية يمكن أن تلحق الضرر بالنسيج العصبي. يعد الإجراء قابلًا للتطبيق في مختلف المجالات منها على سبيل المثال لا الحصر العلوم الطبية والعسكرية. على الرغم من أن هذه التكنولوجيا تنطوي على إمكانات كبيرة لتوفير بدائل جديدة ومفيدة للتلاعب التقليدي بالدماغ، تعتبر علمًا حديث العهد نسبيًا تقف بعض العوائق أمام تطوره الكامل مثل الافتقار إلى الفهم الكامل والتحكم بكل تدابير الأمان.

## الأبحاث والتطبيقات
تمحورت معظم الأبحاث اعتبارًا من عام 2010 حول مشاريع توظيف الموجات فوق الصوتية النبضية عبر الجمجمة كوسيلة لعلاج الاضطرابات العصبية وتحسين الوظيفة المعرفية. لكن، في عام 2012، بدأ الدكتور تايلر البحث أيضًا في قدرة الموجات فوق الصوتية على إيقاف النوبات. ما زال الدكتور تايلر وفريقه يطورون معرفتهم حول العلاج بتحفيز الدماغ ويأملون في توفير أساس قوي لتنفيذ مثل هذه الطرق.

### المجال الطبي
يواصل العلماء اختبار مجموعة متنوعة من الثدييات مثل البشر والقرود والفئران بحثًا عن تأثير إيجابي في علاج الصرع ومرض باركنسون والألم المزمن والغيبوبة وخلل التوتر العضلي والذهان والاكتئاب من خلال استخدام الموجات فوق الصوتية النبضية الآمنة منخفضة الشدة. نظرًا لأن إمكانات هذه التقنية تعد بمجموعة متنوعة من الفوائد، من المتوقع أن يؤدي البحث المستمر في أمانها وفعاليتها إلى تسريع إدخالها في الممارسة الطبية القياسية.

### الجيش
تجري وكالة مشاريع البحوث المتطورة الدفاعية (داربا) بحثًا لتطوير خوذة يمكنها التحكم في الإجهاد العقلي لدى الجنود من خلال استخدام الموجات فوق الصوتية النبضية عبر الجمجمة. قد تكون الخوذة قادرة على تخفيف مستويات التوتر والقلق لدى الجندي. يُفترض أن تستهدف الموجات الصوتية مناطق معينة من الدماغ لتحفيز النشاط في أماكن لا يزيد حجمها عن بضعة ملليمترات مكعبة. سوف تسمح الخوذة باستهداف مناطق محددة جدًا من الدماغ بدقة كبيرة ودون إلحاق الضرر بالنسيج المحيط. يجري العمل حاليًا على نموذج أولي لهذا الجهاز لتحسين قدرات الجنود وإمكاناتهم.

## القيود
استُخدمت التجارب السريرية لتحديد أي آثار ضارة بارزة. على الرغم من عدم ظهور أي تشوهات عصبية طويلة المدى نتيجة لهذه الاختبارات، يعتبر هذا الإجراء جديدًا نسبيًا ولم يخضع لدراسات تكفي للتنبؤ بالآثار الجانبية طويلة المدى. رغم أن الإجراء بديل أكثر أمانًا للجراحة لأنه غير غازٍ، تملك الموجات فوق الصوتية دائمًا القدرة على تخريب الخلايا العصبية عن غير قصد بطريقة ضارة والتسبب في نزف صغير بعد التعرض طويل المدى.

## الفوائد العلاجية
بالمقارنة مع الموجات فوق الصوتية عالية التردد، تتمتع الموجات منخفضة الشدة والتواتر بالمزايا التالية: امتصاص أقل في الأنسجة، ونفاذ فيزيائي أعمق فيها، انحرافات أقوى للجسيمات، نفاذ صوتي وقوة أفضل في العظام، تأثير أكبر في الفعاليات الحركية، نتائج تأثير فورية أو قصير المدى، وتأثير أطول أو دائم بعد الإجراء ودرجة أعلى من الأمان للمرضى.